# 齊木楠雄的災難
《齊木楠雄的災難》是由日本漫畫家麻生周一所創作的日本漫畫作品，於《週刊少年Jump》2012年24號開始連載，2018年13號正式完結。
自該漫畫改編的小說、電視動畫、真人電影及電子遊戲等衍生作品已陸續發行。

## 故事大綱
能夠窺視別人的內心、看透牆壁、以念力移動物品、瞬間移動，他就是一出生就擁有一切的超能力的超能力者！沉默寡言的高中生超能力者：齊木楠雄。他在一個平凡的日本家庭長大，父母都很普通，兒子卻不平凡。楠雄天生就是個超能力者，長大後逐漸明白自己與別人不同，雖然擁有強大到足以毀滅世界的力量，但楠雄每天只是想辦法讓自己默默地隱藏在人群之中。不想引人注目因此極力做個平凡人，直到國中都順利當個不起眼的學生。
可惜事與願違，他成為了高中生，到了PK學園讀書後遇上了許多特別的同學，楠雄的父母以及超級笨蛋燃堂力、有嚴重中二病的海藤瞬等人卻一點也不打算讓他安安靜靜地過活，甚至連全校第一的完美美少女照橋心美都愛上了他！平凡的日子逐漸變成對他來說是個多災多難的生活…究竟楠雄能不能使用他的超能力，在持續不斷的「災難」中繼續過著不受矚目的平穩生活？

## 作品發展
《齊木楠雄的災難》日語標題中的Ψ是希臘字母，讀做/ˈsaɪ/，與日語的「災」同音，同時也表示超能力。
2011年起初在《週刊少年Jump》以短篇發表，初期的標題則是《超能力者齊木楠雄的災難》，而後2012年開始連載，連載前的讀切版收錄在第0冊。
於2012年24號開始正式連載並更名為《齊木楠雄的災難》，直至2018年13號完結（合計全279話+番外篇5話），單行本合計全26卷。完結後以四格漫畫版本於2018年14號到31號期間進行連載（合計17話，收錄在最終冊）。
2012年5月發行的單行本第5冊為止，漫畫單行本累計發行量已超過100萬冊，單行本第7冊的初版達到15萬冊。最終回完結時的單行本系列累計發行冊數超過600萬冊
另有合作作品《殺老師VS齊木楠雄 ～入間市最終決戰～》，是作者麻生周一和《暗殺教室》的作者松井優征同為埼玉縣入間市出身，2位同鄉推出合作短篇。第一次合作收錄在暗殺教室單行本第2冊，故事圍繞殺老師與齊木楠雄爭奪「入間饅頭」的決戰。第二次合作則收錄在暗殺教室單行本第7冊，故事以殺老師與齊木楠雄兩個角色和以「茶道」為背景展開。
另有特別篇作品《照橋心美的災難》，以照橋心美為主角描繪的特別篇作品，於《Cocohana》2015年8月號公開，收錄在單行本15卷。
於2018年5月25日至7月26日在《JUMP GIGA》2018 SUMMER vol.1及vol.3刊載共2話的後日談《齊木楠雄的再啟動》，收錄於最終冊。

## 出版書籍
單行本全26冊，第0冊為《麻生周一短篇集》，原版由集英社發行；台灣中文版由東立出版社發行。
| 冊數               | 日文標題           | 中文標題                            | 集英社             | 集英社                 | 東立出版社         | 東立出版社             |
| 冊數               | 日文標題           | 中文標題                            | 發行日期           | ISBN                   | 發行日期           | ISBN                   |
| 麻生周一短篇集（） | 麻生周一短篇集（） | 麻生周一短篇集（）                  | 麻生周一短篇集（） | 麻生周一短篇集（）     | 麻生周一短篇集（） | 麻生周一短篇集（）     |
| ------------------ | ------------------ | ----------------------------------- | ------------------ | ---------------------- | ------------------ | ---------------------- |
| 0                  |                    | 超能力者 齊木楠雄的災難0            | 2012年5月2日       | ISBN 978-4-08-870455-5 | 2014年5月20日      | ISBN 978-986-337-314-8 |
| 齊木楠雄的災難（斉木楠雄のΨ難） |                    |                                     |                    |                        |                    |                        |
| 1                  |                    | 超能力者的災難                      | 2012年9月4日       | ISBN 978-4-08-870504-0 | 2014年8月4日       | ISBN 978-986-337-581-4 |
| 2                  |                    | 海灘夏季故事                        | 2012年12月4日      | ISBN 978-4-08-870556-9 | 2014年8月4日       | ISBN 978-986-337-582-1 |
| 3                  |                    | 燃燒吧！PK學園體育Ψ（祭）           | 2013年1月4日       | ISBN 978-4-08-870621-4 | 2015年7月14日      | ISBN 978-986-337-583-8 |
| 4                  |                    | 吵Ψ（死人）的新年                   | 2013年5月2日       | ISBN 978-4-08-870652-8 | 2015年9月3日       | ISBN 978-986-337-584-5 |
| 5                  |                    | 擲Ψ（骰）吧！波瀾萬丈的期末考       | 2013年7月4日       | ISBN 978-4-08-870768-6 | 2016年7月4日       | ISBN 978-986-337-585-2 |
| 6                  |                    | 搭Ψ（載）超能力者的客機GO！         | 2013年9月4日       | ISBN 978-4-08-870806-5 | 2017年8月14日      | ISBN 978-986-337-586-9 |
| 7                  |                    | 鬧吧！PK學園文化Ψ（祭）             | 2013年12月4日      | ISBN 978-4-08-870853-9 | 2017年12月22日     | ISBN 978-986-348-318-2 |
| 8                  |                    | Ψ（最）強美少女VS絶對無法攻陷的男人 | 2014年4月4日       | ISBN 978-4-08-880027-1 | 2018年5月24日      | ISBN 978-986-365-121-5 |
| 9                  |                    | 萬Ψ（歲）！傲嬌外公                 | 2014年7月4日       | ISBN 978-4-08-880072-1 | 2018年12月17日     | ISBN 978-986-365-752-1 |
| 10                 |                    | 瘋狂Ψ（科）學家現身！               | 2014年9月4日       | ISBN 978-4-08-880175-9 | 2019年3月21日      | ISBN 978-986-382-167-0 |
| 11                 |                    | 暑假前的Ψ（災）難                   | 2014年12月4日      | ISBN 978-4-08-880224-4 | 2019年7月18日      | ISBN 978-986-382-732-0 |
| 12                 |                    | 體驗Ψ（科）幻                       | 2015年2月4日       | ISBN 978-4-08-880304-3 | 2020年6月15日      | ISBN 978-986-382-976-8 |
| 13                 |                    | 甜點吃到飽的Ψ(災)難                 | 2015年5月1日       | ISBN 978-4-08-880355-5 | 2020年7月10日      | ISBN 978-986-431-750-9 |
| 14                 |                    | 夢幻的Ψ(超)能力馬戲團               | 2015年8月4日       | ISBN 978-4-08-880426-2 | 2021年5月13日      | ISBN 978-986-462-314-3 |
| 15                 |                    | 齊木楠雄的遇難                      | 2015年10月3日      | ISBN 978-4-08-880462-0 | 2021年10月12日     | ISBN 978-986-462-698-4 |
| 16                 |                    | 要Ψ(細)心地留意超能力者             | 2016年1月4日       | ISBN 978-4-08-880582-5 | 2022年9月6日       | ISBN 978-986-10-9455-7 |
| 17                 |                    | 聚集！PK學園的Ψ(超)能力者們         | 2016年4月4日       | ISBN 978-4-08-880652-5 | 2024年2月2日       | ISBN 978-986-470-362-3 |
| 18                 |                    | 佐藤廣的災難                        | 2016年7月4日       | ISBN 978-4-08-880728-7 | 2025年2月7日       | ISBN 978-986-470-895-6 |
| 19                 |                    |                                     | 2016年10月4日      | ISBN 978-4-08-880887-1 |                    |                        |
| 20                 |                    |                                     | 2016年12月31日     | ISBN 978-4-08-880791-1 |                    |                        |
| 21                 |                    |                                     | 2017年4月4日       | ISBN 978-4-08-881047-8 |                    |                        |
| 22                 |                    |                                     | 2017年7月4日       | ISBN 978-4-08-881180-2 |                    |                        |
| 23                 |                    |                                     | 2017年10月4日      | ISBN 978-4-08-881211-3 |                    |                        |
| 24                 |                    |                                     | 2018年1月4日       | ISBN 978-4-08-881315-8 |                    |                        |
| 25                 |                    |                                     | 2018年4月4日       | ISBN 978-4-08-881377-6 |                    |                        |
| 26                 |                    |                                     | 2018年8月3日       | ISBN 978-4-08-881539-8 |                    |                        |

此外，另有兩部小說，書名為（簡稱ESP），作者為，由集英社〈JUMP j-BOOKS〉發行。
- 第一集：發售日2013年5月2日、ISBN 978-4-08-703289-5
- 第二集：發售日2014年7月4日、ISBN 978-4-08-703321-2

另有公式角色導讀手冊，書名為，於2015年8月4日發行（ISBN 978-4-08-908247-8）。
其他書籍有，書名為，於2013年12月4日發行（ISBN 978-4-08-908247-8）。

## 衍生作品

### VOMIC
於2012年6月在集英社Voice Comic Station以VOMIC放映，全12話。除童年楠雄為田中愛美配音以外，與電視動畫版聲優不同陣容。此外，另有FLASH動畫，於2013年8月在「週刊少年JUMP LIVE」以FLASH動畫放映，全5話，聲優與VOMIC同一陣容。

### 電視動畫
於2016年5月9日宣布製作電視動畫，於2016年7月至12月播放第一季（全24集）；2018年1月至6月播放第二季（全24集）；2018年12月28日播放「完結篇」（全2集），是年末特別節目；2019年12月30日播放「再啟動篇」（全6集），是2019年3月初由Netflix在Anime Japan2019的大會宣布繼續製作續作進行全世界獨佔播放。

### 電影
2015年6月15日宣布拍攝真人電影，由福田雄一导演的日本动作喜剧片，电影於2017年10月21日在日本上映，2018年4月20日在臺灣上映。

### 電子遊戲
於2016年11月10日發售使用平台為任天堂3DS的動作遊戲《齊木楠雄的災難：史上最大的災難！？》。此外，在《J 群星勝利對決》此款遊戲中，本作主角齊木楠雄作為玩家角色之一。

## 外部連結
- 週刊少年Jump官方網站（「齊木楠雄的Ψ難」介紹頁面） （日語）
- 「齊木楠雄的Ψ難」 集英社-VOMIC- （日語）